# Stephalia corona
Stephalia corona is een hydroïdpoliep uit de familie Rhodaliidae. De poliep komt uit het geslacht Stephalia. Stephalia corona werd in 1888 voor het eerst wetenschappelijk beschreven door Haeckel. 